# علاقات السعودية الخارجية
تركز السياسة الخارجية المُعلنة للمملكة العربية السعودية على التعاون مع دول الخليج المصدرة للنفط، ووحدة العالم العربي، والقوة والتضامن بين دول العالم الإسلامي، ودعم منظمة الأمم المتحدة. في الممارسة العملية، كانت الركائز الرئيسية في السنوات الأخيرة هي العلاقات مع الولايات المتحدة، والصراع الإسرائيلي الفلسطيني، والعراق، وتهديدات جمهورية إيران الإسلامية، وتقلبات الأسعار في سوق النفط. تُقدم المملكة العربية السعودية كميات كبيرة من المساعدات التنموية إلى الدول الإسلامية. ما بين 1986 و 2006، تبرعت البلاد بـ 49 مليار جنيه إسترليني على شكل إعانات ومساعدات.
على الرغم من أن المملكة العربية السعودية عضو في حركة عدم الانحياز، إلا أنها وُصفت بأنها قائدة المعسكر الموالي للغرب وخصوصا الولايات المتحدة في الدول العربية، والذي يتألف من مصر والأردن ودول الخليج العربي. تُعد المملكة العربية السعودية والولايات المتحدة حليفان وشريكان استراتيجيان تجمعهما علاقات وثيقة. ومع ذلك، أصبحت العلاقة متوترة وشهدت تدنيا كبيرا خلال السنوات القليلة الأخيرة من عهد إدارة أوباما، ولكن منذ ذلك الحين تعززت العلاقات بقوة بعد انتخاب الرئيس دونالد ترامب الذي أقام علاقات وثيقة مع العائلة المالكة السعودية منذ ذلك الحين. الإسلام هو دين السعودية الرئيسي. تعتبر الصين والمملكة العربية السعودية حليفتين رئيسيتين، حيث نمت العلاقات بين البلدين بشكل ملحوظ في العقود الأخيرة. عبّر غالبية السعوديين عن رأي إيجابي تجاه الصين.
باعتبارها عضوا مؤسسا في منظمة الدول العربية المصدرة للنفط (أوابك)، كانت سياسة المملكة العربية السعودية في ما يتعلق بصناعة النفط هي الحفاظ على استقرار الأسعار وارتفاعها بما يكفي لتحقيق كميات كبيرة من العائدات، ولكن ألا تكون مرتفعة بحيث تُشجع على انتشار مصادر الطاقة البديلة بين مستوردي النفط، أو تهدد اقتصاديات الدول الغربية التي تحتفظ عندها بالعديد من أصولها المالية والتي توفر الدعم السياسي والعسكري للحكومة السعودية. الاستثناء الرئيسي لهذا حدث خلال أزمة النفط عام 1973 عندما استخدمت المملكة العربية السعودية، مع غيرها من دول النفط العربية، حظرا على إمدادات النفط للضغط على الولايات المتحدة للتوقف عن دعم إسرائيل.
المملكة العربية السعودية عضو مؤسس في العديد من المنظمات الدولية، بما في ذلك أوبك والأمم المتحدة وجامعة الدول العربية. كما أنها عضو مؤسس في مجلس التعاون الخليجي، رابطة العالم الإسلامي، منظمة التعاون الإسلامي، والبنك الإسلامي للتنمية، وجميع هذه المنظمات يقع مقرها الرئيسي في السعودية. تلعب البلاد دورا بارزا في صندوق النقد الدولي والبنك الدولي، وفي عام 2005 انضمت إلى منظمة التجارة العالمية.
وفقًا لأستاذ في التاريخ بجامعة كاليفورنيا في لوس أنجلوس، أصبحت المملكة العربية السعودية مؤخرا أكثر نشاطا من حيث السياسة الخارجية والأمنية لثلاثة أسباب هي: ثورات الربيع العربي، وسياسات إدارة أوباما وانهيار أسعار النفط.

## تاريخ
بعد الحرب العالمية الثانية وأثناء الحرب الباردة، حافظت المملكة العربية السعودية على سياسة ترتكز على مُناهضة الشيوعية ومُعاداة العلمانية في إطار القومية العربية، ولذلك فقد كانت تعمل غالبا إلى جانب الولايات المتحدة. في أعقاب أزمة النفط عام 1973، حين فرضت المملكة العربية السعودية وغيرها من الدول المصدرة للنفط حظرا على تزويد الولايات المتحدة وحلفائها لدعمهم لإسرائيل، زادت عائدات النفط بشكل كبير وعملت السعودية على أن تصبح الدولة الإسلامية الرائدة، حيث أنفقت بسخاء على الدفع بعجلة الإسلام وخاصة نشر حركة الوهابية.

العاهل السعودي الملك فهد مع الرئيس الأمريكي رونالد ريغان وعملاق العقارات دونالد ترامب في عام 1985.

يُعتقد أن المملكة العربية السعودية وسياستها النفطية ساهمت في سقوط الشيوعية السوفيتية في أواخر الثمانينيات وأوائل التسعينيات. لم يساعد السعوديون في تمويل المجاهدين الأفغان فقط بل أيضا غير المسلمين المناهضين للشيوعية. كما أنها أضرت سياستها بشكل خطير بالاقتصاد السوفيتي، وذلك من خلال تثبيت أسعار النفط «طوال الثمانينيات، عندما يئس السوفييت من الاعتماد على عائدات الطاقة لمواكبة الزيادات الهائلة في الإنفاق العسكري الأمريكي».
بعد تعرض الملك فهد لسكتة دماغية في عام 1995، تولّى ولي العهد عبد الله مسؤولية السياسة الخارجية. حدث تغيّر ملحوظ في العلاقات الأمريكية السعودية، حيث سعى الملك عبد الله إلى وضع مسافة بين سياساته وسياسات الملك فهد الموالية للغرب والتي لم تحظى بشعبية. نهج الملك عبد الله سياسة أكثر استقلالية عن الولايات المتحدة وركّز على تحسين العلاقات الإقليمية وخصوصا مع إيران. تم حل العديد من النزاعات الحدودية القديمة، بما في ذلك إعادة تشكيل الحدود مع اليمن. أدت السياسة الجديدة إلى توتر العلاقات مع الولايات المتحدة بشكل متزايد. على الرغم من هذا، كانت الولايات المتحدة والمملكة العربية السعودية متقاربتين. في عام 1998، قام عبد الله بزيارة دولة للولايات المتحدة والتقى بالرئيس بيل كلينتون.
في عام 2003، انعكست السياسة الجديدة لولي العهد عبد الله في رفض الحكومة السعودية دعم أو المشاركة في غزو الولايات المتحدة للعراق. رأى بعض النقاد الأمريكيين أن هذا الرفض كان محاولة من قبل العائلة المالكة لإرضاء الإسلاميين الراديكاليين في المملكة. في نفس العام، وافق المسؤولون الحكوميون السعوديون والأمريكيون على سحب جميع القوات العسكرية الأمريكية من الأراضي السعودية. منذ صعوده إلى العرش عام 2005، نهج الملك عبد الله سياسة خارجية أكثر نشاطا واستمر في كبح سياسات الولايات المتحدة التي لا تحظى بشعبية داخل المملكة العربية السعودية (على سبيل المثال، رفض تقديم مساعدة مادية لدعم الحكومة العراقية الجديدة). ومع ذلك، وعلى نحو متزايد، وبصورة مشتركة مع الولايات المتحدة، أصبح الخوف وعدم الثقة في إيران عاملا هاما في السياسة السعودية. في عام 2010، كشفت تسريبات البرقيات الدبلوماسية للولايات المتحدة الأمريكية التي تم نشرها في موقع ويكيليكس عن أن الملك عبد الله حثّ الولايات المتحدة على مهاجمة إيران من أجل «قطع رأس الأفعى». استخدمت المملكة العربية السعودية منذ فترة طويلة تحالفها مع الولايات المتحدة لموازنة نفوذ إيران في الشرق الأوسط، وتطلعت المملكة ودول عربية أخرى في الخليج العربي إلى الولايات المتحدة من أجل توفير الحماية من إيران.
توترت العلاقات مع الولايات المتحدة ودول غربية أخرى بسبب الاعتقاد السائد بأن المملكة العربية السعودية كانت مصدرا للنشاط الإرهابي الإسلامي، ليس داخلياً فحسب، بل في جميع أنحاء العالم أيضا. أسامة بن لادن و 15 فردا من أصل ال19 الذين كانوا وراء أحداث 11 سبتمبر 2001 كانوا مواطنين سعوديين، على الرغم من أن بعض المسؤولين يجادلون بأن هذا تم التخطيط له عن قصد من قبل بن لادن في محاولة لتضييق العلاقات الأمريكية السعودية. وصف المدير السابق لوكالة المخابرات المركزية جيمس وولسي الوهابية السعودية بأنها «الأرض التي تزدهر فيها القاعدة والمنظمات الإرهابية الأخرى». يعتقد البعض في حكومة الولايات المتحدة أيضا أن العائلة المالكة، من خلال علاقاتها الطويلة والوثيقة مع رجال الدين الوهابيين، قد أرست الأساس لنمو الجماعات المسلحة مثل القاعدة، وأنها بعد الهجمات لم تفعل الكثير للمساعدة في تعقب المسلحين أو منع الهجمات في المستقبل.
كما أُعلن في قمة جامعة الدول العربية لعام 2009، كانت السعودية تنوي المشاركة في الاتحاد الجمركي العربي المقرر إنشاؤه في عام 2015 وسوق عربية مشتركة يتم إنشاؤها بحلول عام 2020.
في أعقاب موجة الاحتجاجات والثورات التي شهدها العالم العربي في أوائل عام 2011، عرضت المملكة العربية السعودية اللجوء على الرئيس التونسي المخلوع زين العابدين بن علي، وأجرى الملك عبد الله اتصالا هاتفيا مع الرئيس المصري حسني مبارك (قبل عزله) لتقديم دعمه له.

## الإسلام
وفقًا لمركز أبحاث الإسلام بجامعة غوته في فرانكفورت، فإن الأيديولوجية الإسلامية السلفية الوهابية تنتشر عالميا بواسطة المُنظمات المرتبطة بشكل وثيق بحكومة المملكة العربية السعودية مثل رابطة العالم الإسلامي (WML) والرابطة العالمية للشباب الإسلامي.
وفقًا لمقال لجريدة عين اليقين الحكومية في عام 2002، كانت المشاريع التي ترعاها الحكومة السعودية نشطة في الدول غير الإسلامية في أوروبا وأمريكا الشمالية والجنوبية وإفريقيا وأستراليا وآسيا. وتشمل هذه المراكز 210 مراكز إسلامية تُمولها المملكة العربية السعودية بشكل كامل أو جزئي، و 1500 مسجد، و 202 كليتبن، وما يقرب من 2000 مدرسة. افتتح السعوديون 1359 مسجدا في قارة أوروبا.
في فبراير 2019، دافع ولي العهد السعودي الأمير محمد بن سلمان عن معسكرات إعادة التعليم في شينجيانغ التي يتم فيها اعتقال المسلمين من أقلية الأويغور، قائلاً: «من حق الصين القيام بأعمال مكافحة الإرهاب والتطرف من أجل أمنها القومي». سجنت الصين ما يصل إلى مليوني مسلم في معسكرات الاعتقال تلك، وهناك يتعرضون للإيذاء والتعذيب.

## العلاقات الثنائية

### أفريقيا
| البلد        | تاريخ بداية العلاقات الرسمية | ملاحظات |
| ------------ | ---------------------------- | --- |
| الجزائر      |                              | أنظر العلاقات الجزائرية السعودية - الجزائر لها سفارة في الرياض وقنصلية عامة في جدة. - المملكة العربية السعودية لها سفارة في الجزائر.                      |
| تشاد         |                              | - تشاد لها سفارة في الرياض. - المملكة العربية السعودية لديها سفارة في نجامينا.                                                                            |
| مصر          |                              | انظر العلاقات بين مصر والسعودية - مصر لها سفارة في الرياض وقنصلية عامة في جدة. - المملكة العربية السعودية لديها سفارة في القاهرة.                         |
| إثيوبيا      |                              | - إثيوبيا لها سفارة في الرياض وقنصلية عامة في جدة. - المملكة العربية السعودية لديها سفارة في أديس أبابا.                                                  |
| كينيا        |                              | انظر العلاقات بين كينيا والسعودية - كينيا لديها سفارة في الرياض. - المملكة العربية السعودية لديها سفارة في نيروبي.                                        |
| ليبيا        |                              | - ليبيا لها سفارة في الرياض وقنصلية عامة في جدة. - المملكة العربية السعودية لديها سفارة في طرابلس.                                                        |
| مدغشقر       |                              | - مدغشقر لها سفارة في الرياض. - تم اعتماد المملكة العربية السعودية في مدغشقر من سفارتها في دار السلام، تنزانيا.                                           |
| المغرب       |                              | انظر العلاقات بين المغرب والسعودية - للمغرب سفارة في الرياض وقنصلية عامة في جدة. - المملكة العربية السعودية لها سفارة في الرباط.                          |
| السنغال      |                              | انظر العلاقات بين المملكة العربية السعودية والسنغال - المملكة العربية السعودية لديها سفارة في داكار. - السنغال لديها سفارة في الرياض وقنصلية عامة في جدة. |
| جنوب إفريقيا |                              | - المملكة العربية السعودية لديها سفارة في بريتوريا. - لدى جنوب إفريقيا سفارة في الرياض وقنصلية عامة في جدة.                                               |
| السودان      |                              | أنظر العلاقات السعودية السعودية - المملكة العربية السعودية لها سفارة في الخرطوم. - السودان له سفارة في الرياض وقنصلية عامة في جدة.                        |
| تنزانيا      |                              | انظر العلاقات بين المملكة العربية السعودية وتنزانيا - المملكة العربية السعودية لديها سفارة في دار السلام. - تنزانيا لها سفارة في الرياض.                  |
| تونس         |                              | أنظر العلاقات السعودية العربية التونسية - المملكة العربية السعودية لها سفارة في تونس. - تونس لها سفارة في الرياض وقنصلية عامة في جدة.                     |

### أمريكا
| البلد            | تاريخ بداية العلاقات الرسمية | ملاحظات |
| ---------------- | ---------------------------- | --- |
| الأرجنتين        |                              | - الأرجنتين لديها سفارة في الرياض. - السعودية لديها سفارة في بوينس آيرس. |
| البرازيل         |                              | - البرازيل لديها سفارة في الرياض. - السعودية لديها سفارة في برازيليا. |
| كندا             |                              | أنظر العلاقات السعودية الكندية - كندا لديها سفارة في الرياض. - المملكة العربية السعودية لديها سفارة في أوتاوا. - أنظر أيضا: عرب كندا                                                        |
| تشيلي            |                              | - تشيلي لديها سفارة في الرياض. - السعودية لديها سفارة في سانتياغو. |
| كوبا             |                              | - كوبا لديها سفارة في الرياض. - السعودية لديها سفارة في هافانا. |
| المكسيك          | 12 سبتمبر1952                | أنظر العلاقات السعودية المكسيكية - تحتفظ المكسيك بسفارة لها في الرياض. - السعودية لديها سفارة في مدينة مكسيكو. - أنظر أيضا: الإسلام في المكسيك                                              |
| بيرو             |                              | - بيرو لديها سفارة في الرياض. - السعودية لديها سفارة في ليما. |
| الولايات المتحدة |                              | أنظر علاقات أمريكية سعودية - السعودية لديها سفارة في واشنطن العاصمة وقنصليات عامة في هيوستن، لوس أنجلوس، ونيويورك. - الولايات المتحدة لديها سفارة في الرياض. وقنصليات عامة في الظهران وجدة. |
| الأوروغواي       |                              | - تدير السعودية علاقاتها مع أوروغواي من خلال سفارتها في بوينس آيرس (الأرجنتين). - أوروغواي لديها سفارة في الرياض.                                                                           |
| فنزويلا          |                              | - السعودية لديها سفارة في كاراكاس. - فنزويلا لديها سفارة في الرياض وجدة. |

### آسيا
| البلد                    | تاريخ بداية العلاقات الدبلوماسية بين البلدين | ملاحظات |
| ------------------------ | -------------------------------------------- | --- |
| أفغانستان                |                                              | - لدى أفغانستان سفارة في الرياض وقنصلية عامة في جدة. - السعودية لديها سفارة في كابل. |
| أذربيجان                 |                                              | - أذربيجان لديها سفارة في الرياض. - السعودية لديها سفارة في باكو. |
| البحرين                  |                                              | أنظر العلاقات السعودية البحرينية - البحرين لديها سفارة في الرياض. - السعودية لديها سفارة في المنامة. |
| بنغلاديش                 |                                              | أنظر العلاقات السعودية البنغالية في عام 1947، أصبحت البنغال الشرقية جزءا من الدولة الإسلامية التي تم إنشاؤها حديثا في باكستان التي تجمعها علاقة قوية بالمملكة العربية السعودية، عندها قامت حركة القومية البنغالية بحرب تحرير بنغلاديش ضد الدولة الباكستانية ولكن السعودية عارضت دعوات الاستقلال البنغالي ودعمت الحكومة الباكستانية، رأت السعودية أن معارضة حركة القومية البنغالية لقيام دولة إسلامية يعني معارضة الإسلام نفسه ولهذا قدمت السعودية الدعم المالي والدبلوماسي الكبير للحكومة الباكستانية، بعد أن تحقق استقلال بنغلاديش التام بدعم من الهند وأدى ذلك لاستسلام الجيش الباكستاني في بنغال الشرقية، رفضت المملكة العربية السعودية الاعتراف بالدولة البنغالية الجديدة في أول خمس سنوات للاستقلال، من جانبها أقامت بنغلاديش علاقات وثيقة مع الهند والاتحاد السوفيتي، وكلا الدولتين أيدت أستقلالها بقوة. قامت علاقات رسمية بين البلدين في 1975-1976 بعد مقتل الشيخ مجيب الرحمن. بعد الإطاحة بنظام مجيب الرحمن رحبت باكستان وحلفاؤها بالنظام الجديد الذي بدأ في الابتعاد عن حلفائه التقليديين الهند والاتحاد السوفييتي. و بعدها تم إعلان الإسلام الدين الرسمي للدولة ورفع الحظر عن المنظمات الإسلامية التي ترعاها السعودية، كما حرص الرئيس العسكري الجديد ضياء الرحمن وخلفة الجنرال حسين محمد إرشاد على إقامة علاقات تجارية وثقافية قوية مع المملكة العربية السعودية في أواخر 1970، وانتقلت أعداد كبيرة من العمالة البنغلاديشية إلى المملكة العربية السعودية. يتجاوز عدد البنغاليين العاملين في السعودية اليوم 2.5 مليون كما تشير مصادر في البنك المركزي البنغالي أن إجمالي الحوالات التي تمت من العمال البنغال في السعودية بلغت 3.60 مليار دولار أمريكي خلال 2010-2011، كما تُسافر أعداد كبيرة من الطلاب ورجال الدين بانتظام للسعودية بغرض الدراسة وممارسة النشاطات الدينية، ويشارك الصندوق السعودي للتنمية في العديد من المشاريع في بنغلاديش، كما أن السعودية تعتبر من أبرز الدول المانحة للمساعدات الاقتصادية لبنغلاديش كما عززت الزيارة التي قامت بها عام 2009 رئيسة الوزراء البنغالية الشيخة حسينة إلى السعودية العلاقات بين البلدين. |
| الصين                    | July 1990                                    | أنظر العلاقات السعودية الصينية كانت المملكة العربية السعودية الدولة العربية الوحيدة التي ما زالت لم تقم علاقات دبلوماسية مع جمهورية الصين الشعبية على الرغم من أن المملكة العربية السعودية كانت لديها علاقات دبلوماسية مع تايوان، وتوجد لحكومة تايوان سفارة في السعودية في جدة.في يوليو عام 1990، قام الأمير بندر بن سلطان سفير السعودية لدى الولايات المتحدة بزيارة بكين وتم بعدها إقامة علاقات دبلوماسية. وبعد إقامة العلاقات الدبلوماسية مع الصين إنتهت علاقة السعودية بتايوان بعد 40 سنة من العلاقات الدبلوماسية. |
| الهند                    |                                              | أنظر العلاقات السعودية الهندية المملكة العربية السعودية هي واحدة من أكبر مُوردي النفط إلى الهند. خلقت صناعة البناء المزدهرة في الهند وتزايد الثراء طلبا أكبر على السلع والخدمات مما عزز النمو الصناعي الهندي. ساهمت السعودية بمساعدات للهند بعد زلزال غوجارات عام 2001. |
| إندونيسيا                |                                              | أنظر العلاقات السعودية الإندونيسية السعودية لديها سفارة في جاكرتا، أما إندونيسيا فلديها سفارة في الرياض، وقنصلية في جدة. كلا البلدين أعضاء في منظمة التعاون الإسلامي ومجموعة العشرين. باعتبارها الدولة التي تضم أكبر عدد من السكان المسلمين، إندونيسيا ترسل أكبر عدد من الحجاج من بين الدول الإسلامية. تم فتح العلاقات الدبلوماسية الرسمية بين إندونيسيا والمملكة العربية السعودية في عام 1948م. وقعت الدولتان اتفاقية للتعاون في مجال الدفاع في أواخر يناير عام 2014. ويغطي الاتفاق إلى حد كبير قوة التدريب ومكافحة الإرهاب. |
| إيران                    |                                              | أنظر العلاقات الإيرانية السعودية، صراع إيران والسعودية بالوكالة انقطعت العلاقات الدبلوماسية بين البلدين في 1943 بسبب إعدام السلطات السعودية أحد الحجاج الإيرانيين، وقطعت السعودية من جديد العلاقات الدبلوماسية مع إيران في 1987 بعد مصرع أكثر من 400 شخص، معظمهم إيرانيون، أثناء أدائهم فريضة الحج في منى في صدامات مع الشرطة السعودية عرفت باسم أحداث مكة 1987. لكن تمت استعادة العلاقات عام 1991.، وقطعتها السعودية مجدداً في مطلع 2016 بعد الهجوم على البعثات الدبلوماسية السعودية في إيران. |
| العراق                   |                                              | أنظر العلاقات السعودية العراقية لدى العراق سفارة في مدينة الرياض كذلك السعودية لديها سفارة في مدينة بغداد. في عام 2019، فتحت المملكة العربية السعودية قنصلية جديدة في بغداد. في وقت سابق من عام 2016، أعادت المملكة فتح سفارتها في بغداد بعد إغلاقها عام 1990. |
| إسرائيل                  |                                              | أنظر العلاقات الإسرائيلية السعودية لا توجد علاقات حقيقية بين المملكة العربية السعودية ودولة إسرائيل، ولا تحظى دولة إسرائيل منذ إعلانها عام 1948 باعتراف المملكة العربية السعودية. تعتبر المملكة العربية السعودية إسرائيل دولة عدوة لها. وتعتبر المملكة العربية السعودية من الدول الأعداء بالنسبة لإسرائيل. السعودية أيضا لا تقبل المواطنين الإسرائيليين على أراضيها. السعودية وإسرائيل يعارضون توسع النفوذ الإيراني في المنطقة. أيضا يعارضون برنامج إيران النووي ويرونه تهديد للمنطقة. ذكرت صحيفة نيويورك تايمز أن المملكة العربية السعودية قد تسمح للقوات الجوية الإسرائيلية عبور مجالها الجوي لقصف إيران، وتم نفي الخبر من الدولتين. |
| اليابان                  | 1955                                         | أنظر العلاقات السعودية اليابانية تسجل أول زيارة قام بها شخص ياباني إلى الجزيرة العربية كانت حين أدى السيد كوتارو ياماوكا فريضة الحج من ضمن حجاج منغول، وكان ذلك عام 1909. ثم كتب بعدها كتابين عن المشاق التي واجهها في موسم الحج. ثم أدى السيد تاناكا فريضة الحج مرتين في عامي 1924م و1933 وقام العديد من المسلمين اليابانيين بزيارة مكة المكرمة وذلك قبل الحرب العالمية الثانية. بدأت الاتصالات الرسمية بين دولة اليابان والسعودية عام 1938 عندما قام المبعوث السعودي لدى إنجلترا حافظ وهبة بزيارة اليابان لحضور افتتاح مسجد طوكيو. زار المبعوث الياباني لدى مصر ماسايوكي يوكوياما المملكة عام 1939م لأول مرة كمسؤول ياباني والتقى بالملك عبد العزيز في الرياض. |
| الأردن                   |                                              | توترت العلاقات مع الأردن في السنوات التي تلت حرب الخليج الثانية. تم إصلاح العلاقات في عام 1996 عندما زار الأمير عبد الله البلاد. المملكة العربية السعودية هي المسؤولة عن إنهاء سيطرة السلالة الهاشمية على الحجاز من خلال غزواتهم التي تلت الحرب العالمية الأولى. |
| الكويت                   |                                              | أنظر العلاقات السعودية الكويتية - الكويت لديها سفارة في الرياض وقنصلية عامة في جدة. - السعودية لديها سفارة في مدينة الكويت. |
| لبنان                    |                                              | أنظر الخلاف السعودي اللبناني 2017، العلاقات السعودية اللبنانية في 1989، ساعدت السعودية إلى جانب الولايات المتحدة في التوسط في إنهاء الحرب الأهلية اللبنانية من خلال اتفاق الطائف. بعد عملية اغتيال رفيق الحريري، دعت السعودية إلى إنهاء الوصاية السورية على لبنان. |
| ماليزيا                  |                                              | أنظر العلاقات السعودية الماليزية السعودية لديها سفارة في كوالالمبور، وماليزيا لديها سفارة في الرياض. العلاقات الاقتصادية والدبلوماسية بين البلدين جد متقاربة، حيث كلا البلدين أعضاء في منظمة التعاون الإسلامي. إضافة إلى ذلك، هناك عدد كبير من العمال المهاجرين الماليزيين في المملكة العربية السعودية. |
| عُمان                     |                                              | أنظر العلاقات السعودية العمانية هناك علاقات اقتصادية واجتماعية وسياسية بين البلدين. |
| باكستان                  | 1947                                         | أنظر العلاقات السعودية الباكستانية باكستان تؤكد أهمية علاقاتها مع المملكة العربية السعودية في السياسة الخارجية وسعيها لتطوير العلاقات الثنائية لتكون علاقتها أقوى من قبل مع المملكة العربية السعودية. تعتبر المملكة العربية السعودية باكستان أقرب حلفائها من غير العرب وأقرب حليف من المسلمين. وفقا لمركز بيو للدراسات ان 95% من الباكستانيين يُفضلون السعودية ولا يرون فيها أي شي سلبي. باكستان تملك جيش يعتبر من أكبر الجيوش في العالم وأيضا هي الدولة المسلمة الوحيدة التي تملك أسلحة نووية مما جعلها مميزة في نظر السعودية. صرحت هيئة الإذاعة البريطانية في 2013 أن المملكة العربية السعودية قد استثمرت في مشاريع الأسلحة النووية الباكستانية. ونفى كل من باكستان والمملكة العربية السعودية الخبر. |
| الفلبين                  |                                              | أنظر العلاقات السعودية الفلبينية أقيمت العلاقات الدبلوماسية الرسمية بين البلدين في 24 أكتوبر 1969. في عام 2012، كانت المملكة العربية السعودية أكبر عشر شريك تجاري للفلبين، و ال31 من حيث الصادرات وال8 من حيث الواردات. كانت المملكة العربية السعودية أيضا أكبر سوق تصدير للفلبين في الشرق الأوسط. وفقا للحكومة السعودية، بلغ حجم التبادلات التجارية بين البلدين 3.6 مليار دولار في عام 2011، وهو رقم أكبر مقارنة بعام 2011 الذي بلغ فيه الرقم 2.7 مليار دولار. اعتباراً من يونيو 2013 هناك حوالي 674,000 من الفلبينيين الذين يعملون في المملكة العربية السعودية وفقاً لوزارة الداخلية السعودية. في عام 2012 أُحصي وجود حوالي 150,000 ممرضة فلبينية تعمل في المملكة العربية السعودية. وهذا يفسر تواجد 25٪ من إجمالي عدد العمال الفلبينيين في الخارج في السعودية. |
| فلسطين                   |                                              | - فلسطين لديها سفارة في الرياض، وقنصلية في جدة. - بدأ موقف المملكة من القضية الفلسطينية منذ عهد الملك عبد العزيز، حيث بدأت من مؤتمر لندن عام 1935 والمعروف بمؤتمر المائدة المستديرة لمناقشة القضية الفلسطينية، وقامت المملكة بدعم ومساندة القضية الفلسطينية على جميع الأصعدة السياسية والاقتصادية والاجتماعية. شاركت السعودية في العديد من المؤتمرات والاجتماعات الخاصة بحل القضية الفلسطينية ابتداء من مؤتمر مدريد وانتهاء بخارطة الطريق ومبادرة السلام العربي التي اقترحها الملك عبد الله بن عبد العزيز (ولي العهد آنذاك) وتبنتها الدول العربية كمشروع عربي موحد في قمة بيروت في مارس 2002م لحل النزاع العربي الإسرائيلي. تطالب السعودية إسرائيل بالالتزام بتنفيذ قرارات الشرعية الدولية ذات الصلة التي تنص على الانسحاب الكامل من كافة الأراضي العربية المحتلة منذ عام 1967م، وتطالب المجتمع الدولي بالتدخل العاجل لوقف الاعتداءات والممارسات الإسرائيلية العدوانية والمتكررة ضد الشعب الفلسطيني. أدانت المملكة قيام إسرائيل ببناء الجدار العازل الذي يضم أراضي فلسطينية واسعة وتقدمت بمذكرة احتجاج لمحكمة العدل الدولية في لاهاي تدين فيها قيام إسرائيل ببناء جدار الفصل العنصري، وصدر قرار المحكمة بعدم شرعية هذا الجدار وطالبت إسرائيل بإزالته. |
| قطر                      |                                              | أنظر العلاقات السعودية القطرية، أزمة سحب السفراء من قطر 2014، الأزمة الدبلوماسية مع قطر في مارس 2014 قررت المملكة العربية السعودية والإمارات والبحرين سحب سفرائها من قطر. وفي 5 يونيو 2017 أعلنت المملكة العربية السعودية قطع العلاقات مع قطر وإغلاق المنافذ الجوية والبحرية والبرية كافة. |
| روسيا                    | 1926                                         | أنظر العلاقات الروسية السعودية - روسيا لديها سفارة في الرياض. - السعودية لديها سفارة في موسكو. |
| كوريا الجنوبية           | 1963                                         | تم تأسيس العلاقات بين السعودية وكوريا الجنوبية في 1963. لدى كوريا الجنوبية سفارة في الرياض، وقنصلية عامة في جدة. |
| سوريا                    |                                              | أنظر العلاقات السعودية السورية استقبل الرئيس السوري بشار الأسد الملك عبد الله بن عبد العزيز آل سعود في دمشق في أكتوبر 2009. تدهورت العلاقات بين البلدين بشكل كبير بعد اندلاع الحرب الأهلية السورية، حيث أغلقت السعودية سفارتها في دمشق. في 26 فبراير، اتهمت سوريا السعودية بتسليحها لقوات المعارضة السورية بأسلحة مستوردة من كرواتيا، وهو الأمر الذي نفته كلتا الدولتين. |
| تايلاند                  | 1957                                         | أنظر العلاقات السعودية التايلاندية المملكة العربية السعودية لديها سفارة في بانكوك وتايلاند لديها سفارة في الرياض، لكن التمثيل حاليا على مستوى القائم بالأعمال بدلا من السفراء. أُقيمت العلاقات بين البلدين في عام 1957 وانتقل مئات الآلاف من التايلانديين إلى المملكة العربية السعودية من أجل العمل. تدهورت العلاقات بين المملكة العربية السعودية وتايلاند بصورة ملحوظة بعد قضية الماسة الزرقاء في عام 1989 حتى وصل الأمر إلى قطع العلاقات بين البلدين نهائيا واستمر ذلك قُرابة ثلاثة عقود حتى عادت العلاقات في 10 أكتوبر 2016 بعد وساطة من رئيس وزراء البحرين خليفة بن سلمان آل خليفة. |
| الإمارات العربية المتحدة |                                              | أنظر العلاقات السعودية الإماراتية - السعودية لديها سفارة في أبو ظبي وقنصلية عامة في دبي. - الإمارات العربية المتحدة لديها سفارة في الرياض، وقنصلية عامة في جدة. |
| اليمن                    |                                              | أنظر العلاقات السعودية اليمنية، التدخل العسكري في اليمن |

### أوروبا
| البلد           | تاريخ بداية العلاقات الرسمية بين البلدين | ملاحظات |
| --------------- | ---------------------------------------- | --- |
| ألبانيا         |                                          | - ألبانيا لديها سفارة في الرياض. - السعودية لديها سفارة في تيرانا. |
| أرمينيا         |                                          | - لا توجد علاقات رسمية بين البلدين. |
| النمسا          | 10 سبتمبر 1957                           | أنظر العلاقات السعودية النمساوية - بدأت العلاقات الدبلوماسية بين البلدين لأول مرة في 7 يوليو 1880 في عهد حكم الدولة العثمانية، حين افتتحت النمسا قنصلية لها في جدة. - لدى النمسا سفارة في الرياض. - السعودية لديها سفارة في فيينا. |
| كرواتيا         | 8 يونيو 1995                             | أنظر العلاقات السعودية الكرواتية - تُدير كرواتيا علاقاتها الدبلوماسية مع السعودية من خلال سفارتها في القاهرة (مصر). - لا تتوفر السعودية على سفارة لها في كرواتيا، أما السعوديون المقيمون في كرواتيا فيمكنهم قضاء أغراضهم من خلال سفارة السعودية في سراييفو (البوسنة والهرسك). - الدولتين لهما عضوية في الأمم المتحدة. |
| قبرص            | 1960                                     | أنظر العلاقات السعودية القبرصية - لدى قبرص قنصلية فخرية في جدة. - السعودية لديها سفارة في نيقوسيا. - الدولتين لهما عضوية في الأمم المتحدة. |
| الدنمارك        |                                          | - السعودية لديها سفارة في كوبنهاغن. - الدنمارك لديها سفارة في الرياض. |
| فنلندا          | 23 سبتمبر1969                            | - فنلندا لديها سفارة في الرياض وقنصلية عامة فخرية في جدة. - افتتحت السعودية سفارة لها في هلسنكي في 2008. |
| فرنسا           | 1926                                     | - فرنسا لديها سفارة في الرياض، وقنصلية عامة في جدة. - السعودية لديها سفارة في باريس. |
| ألمانيا         | 1929                                     | - ألمانيا لديها سفارة في الرياض وقنصلية عامة في جدة. - السعودية لديها سفارة في برلين وقنصلية عامة في فرانكفورت. |
| اليونان         |                                          | أنظر العلاقات السعودية اليونانية - اليونان لديها سفارة في الرياض. - السعودية لديها سفارة في أثينا. |
| أيرلندا         |                                          | - إيرلندا لديها سفارة في الرياض، وقنصلية فخرية في جدة. - السعودية لديها سفارة في دبلن. |
| كوسوفو          |                                          | أنظر العلاقات السعودية الكوسوفية - كوسوفو لديها سفارة في الرياض. - تدير السعودية علاقاتها الدبلوماسية مع كوسوفو من خلال سفارتها في تيرانا (ألبانيا). |
| النرويج         | 1961                                     | - النرويج لديها سفارة في الرياض منذ عام 1976. - المملكة العربية السعودية لديها سفارة في أوسلو منذ عام 2012. |
| بولندا          |                                          | أنظر العلاقات السعودية البولندية - بولندا لديها سفارة في الرياض. - السعودية لديها سفارة في وارسو. |
| رومانيا         |                                          | أنظر العلاقات السعودية الرومانية - رومانيا لديها سفارة في الرياض. - السعودية لديها سفارة في بوخارست. |
| إسبانيا         |                                          | - السعودية لديها سفارة في مدريد وقنصلية في مالقة. - إسبانيا لديها سفارة في الرياض. |
| السويد          |                                          | - مشروع سموم (2005) هو مشرزع تعاون عسكري بين السويد والسعودية ألغته الحكومة السويدية في 2015. - في مارس 2015، تم إلغاء كلمة لوزيرة الخارجية السويدية مارغوت والستروم في قمة جامعة الدول العربية 2015 في القاهرة، بسبب مواقفها من وضعية حقوق الإنسان في السعودية. |
| تركيا           |                                          | أنظر العلاقات السعودية التركية تركيا من الدول الأوائل التي اعترفت بالسعودية في 1926 وكانت لها علاقات دبلوماسية في الحجاز. السعودية لديها سفارة في أنقرة وقنصلية عامة في إسطنبول. لدى تركيا سفارة في الرياض وقنصلية عامة في جدة. للبلدين عضوية كاملة في منظمة التجارة العالمية (WTO) ومنظمة التعاون الإسلامي (OIC). من ناحية أخرى، في عام 1986، اقترحت المملكة العربية السعودية على تركيا أن تنهي هذه الأخيرة علاقاتها التجارية مع إيران مقابل أن تُعوضها عن الخسائر الناتجة عن ذلك. |
| أوكرانيا        | 1993                                     | - اعترفت السعودية باستقلال أوكرانيا في 1992. - تحتفظ السعودية بسفارة لها في العاصمة الأوكرانية كييف. - لدى أوكرانيا سفارة في الرياض وقنصلية عامة في جدة. - في يناير 2003، قام الرئيس الأوكراني ليونيد كوتشما بزيارة رسمية إلى السعودية. |
| المملكة المتحدة |                                          | أنظر العلاقات البريطانية السعودية المملكة المتحدة لديها سفارة في الرياض، وقنصلية في جدة ومكتب تجاري في محافظة الخبر. لدى السعودية سفارة وقنصلية في لندن. |
| جمهورية التشيك  |                                          | انظر العلاقات العلاقات التشيكية السعودية - سفارة التشيك لدى السعودية - اتفاقية تفادي الازدواج الضريبي بين المملكة والتشيك (2012). - مجلس الأعمال السعودي التشيكي (2003). |

### أوقيانوسيا
| بلد                       | بدأت العلاقات الرسمية | ملاحظات |
| ------------------------- | --------------------- | --- |
| أستراليا                  |                       | - استراليا لديها سفارة في الرياض. - المملكة العربية السعودية لديها سفارة في كانبرا. |
| نيوزيلندا                 |                       | - لدى نيوزيلندا سفارة في الرياض. - لدى المملكة العربية السعودية سفارة في ويلنجتون وقنصلية عامة في أوكلاند. |
| جزر سليمان                | يوليو 2014            | أقام البلدان علاقات دبلوماسية في يوليو 2014. |
| ساموا                     | 29 أغسطس 2023         | في يوم الثلاثاء 13 صفر 1445هـ الموافق 29 أغسطس 2023 م، وافق مجلس الوزراء برئاسة خادم الحرمين الشريفين على إقامة علاقات دبلوماسية بين المملكة العربية السعودية ودولة ساموا المستقلة على مستوى (سفير غير مقيم)، وتفويض صاحب السمو وزير الخارجية -أو من ينيبه- بالتوقيع على مشروعات البروتوكولات اللازمة لذلك.               |
| ناورو                     | 29 أغسطس 2023         | في يوم الثلاثاء 13 صفر 1445هـ الموافق 29 أغسطس 2023 م، وافق مجلس الوزراء برئاسة خادم الحرمين الشريفين على إقامة علاقات دبلوماسية بين المملكة العربية السعودية وجمهورية ناورو على مستوى (سفير غير مقيم)، وتفويض صاحب السمو وزير الخارجية -أو من ينيبه- بالتوقيع على مشروعات البروتوكولات اللازمة لذلك.                     |
| كيريباتي                  | 29 أغسطس 2023         | في يوم الثلاثاء 13 صفر 1445هـ الموافق 29 أغسطس 2023 م، وافق مجلس الوزراء برئاسة خادم الحرمين الشريفين على إقامة علاقات دبلوماسية بين المملكة العربية السعودية وجمهورية كيريباتي على مستوى (سفير غير مقيم) ، وتفويض صاحب السمو وزير الخارجية -أو من ينيبه- بالتوقيع على مشروعات البروتوكولات اللازمة لذلك.                 |
| ولايات ميكرونيسيا المتحدة | 29 أغسطس 2023         | في يوم الثلاثاء 13 صفر 1445هـ الموافق 29 أغسطس 2023 م، وافق مجلس الوزراء برئاسة خادم الحرمين الشريفين على إقامة علاقات دبلوماسية بين المملكة العربية السعودية وولايات ميكرونيسيا المتحدة على مستوى (سفير غير مقيم)، وتفويض صاحب السمو وزير الخارجية -أو من ينيبه- بالتوقيع على مشروعات البروتوكولات اللازمة لذلك.         |
| بابوا غينيا الجديدة       | 29 أغسطس 2023         | في يوم الثلاثاء 13 صفر 1445هـ الموافق 29 أغسطس 2023 م، وافق مجلس الوزراء برئاسة خادم الحرمين الشريفين على إقامة علاقات دبلوماسية بين المملكة العربية السعودية ودولة بابوا غينيا الجديدة المستقلة على مستوى (سفير غير مقيم)، وتفويض صاحب السمو وزير الخارجية -أو من ينيبه- بالتوقيع على مشروعات البروتوكولات اللازمة لذلك. |

الكاريبي
| بلد                     | بدأت العلاقات الرسمية | ملاحظات |
| ----------------------- | --------------------- | --- |
| سانت فينسنت والغرينادين | 29 أغسطس 2023         | في يوم الثلاثاء 13 صفر 1445هـ الموافق 29 أغسطس 2023 م، وافق مجلس الوزراء برئاسة خادم الحرمين الشريفين على إقامة علاقات دبلوماسية بين المملكة العربية السعودية وسانت فنسنت وجزر غرينادين على مستوى (سفير غير مقيم)، وتفويض صاحب السمو وزير الخارجية -أو من ينيبه- بالتوقيع على مشروعات البروتوكولات اللازمة لذلك. |

## العلاقات العامة والدعاية
لطالما كانت سمعة المملكة العربية السعودية في الغرب مثيرة للجدل بسبب سجلها في انتهاكات حقوق الإنسان ومشاركتها في الحرب الأهلية في اليمن.
أصبحت المملكة المتحدة والولايات المتحدة مركزاً رئيسياً للدعاية للنظام السعودي. قالت لينا خطيب، رئيسة برنامج الشرق الأوسط وشمال إفريقيا في تشاتام هاوس، إن المملكة العربية السعودية قد شرعت في «حملة علاقات عامة واسعة النطاق تركز على المملكة المتحدة والولايات المتحدة» منذ عام 2016، والتي شملت محتوى باللغة الإنجليزية يستهدف جمهورا بريطانيا. في المملكة المتحدة، صور الإعلام الأمير محمد بن سلمان كأمير إصلاحي، ونشرت الصحف الكبرى إعلانات تروج لـ «أجندة الإصلاح» الخاصة ببن سلمان.
تضررت سمعة السعودية بشكل كبير بعد اتهامات بضلوعها في حادثة مقتل الصحفي السعودي في واشنطن بوست جمال خاشقجي. بعد هذه الادعاءات، صرح وزير الخارجية الأمريكي مايك بومبيو: «إننا ندعو الحكومة السعودية لدعم إجراء تحقيق شامل في اختفاء السيد خاشقجي وأن تُعرض نتائج ذلك التحقيق بشكل شفاف» ، وصرح متحدث باسم وزارة الخارجية البريطانية: «هذه مزاعم خطيرة للغاية، ونحن على دراية بأحدث التقارير ونعمل على وجه السرعة لإثبات الحقائق، بما في ذلك مع الحكومة السعودية». كما سعت فرنسا للحصول على توضيح عن الكيفية التي اختفى بها صحفي مُحترم مثل خاشقجي.
بعد مقتل خاشقجي، أوقفت المستشارة الألمانية أنجيلا ميركل جميع صادرات الأسلحة إلى السعودية. كما تم التصويت في البرلمان الأوروبي على قرار غير مُلزم «لفرض الحظر على تصدير الأسلحة إلى السعودية على مستوى الاتحاد الأوروبي». هدد رئيس الوزراء الكندي جاستن ترودو بإلغاء عقد دفاعي مع السعودية وسط الجدل الذي خلفته حادثة خاشقجي.
عملت عدة شركات إعلامية مع الدولة السعودية للترويج لصورتها في الخارج. في أوائل عام 2018، التقى بن سلمان مع مؤسس شركة فايس ميديا شين سميث في إطار جولته في الولايات المتحدة، حيث عملت الشركة مع المجموعة السعودية للأبحاث والتسويق (SRMG). وقعت المجموعة السعودية اتفاقا مع ذي إندبندنت لإطلاق مواقع على شبكة الإنترنت بلغات أجنبية (بما في ذلك العربية) في جميع أنحاء الشرق الأوسط. كما تتبرع المجموعة بتبرعات لصالح معهد توني بلير للتغيير العالمي بغية تسهيل عمل توني بلير في برنامج التحديث السعودي.

## عضوية المنظمات الدولية
المملكة العربية السعودية عضو في المصرف العربي للتنمية الاقتصادية في أفريقيا، والبنك الإفريقي للتنمية، والصندوق العربي للإنماء الاقتصادي والاجتماعي، وجامعة الدول العربية، وصندوق النقد العربي، وبنك التسويات الدولية، ولجنة الأمم المتحدة الاقتصادية والاجتماعية لغرب آسيا، ومنظمة الأغذية والزراعة، ومجموعة العشرين، ومجموعة ال77، ومجلس التعاون لدول الخليج العربية، والوكالة الدولية للطاقة الذرية، والبنك الدولي للإنشاء والتعمير، ومنظمة الطيران المدني الدولي، وغرفة التجارة الدولية، والحركة الدولية للصليب الأحمر والهلال الأحمر، ومؤسسة التنمية الدولية، والبنك الإسلامي للتنمية، والصندوق الدولي للتنمية الزراعية، ومؤسسة التمويل الدولية، الحركة الدولية للصليب الأحمر والهلال الأحمر، منظمة العمل الدولية، صندوق النقد الدولي، المنظمة البحرية الدولية، إنمارسات، انتلسات، الانتربول، اللجنة الأولمبية الدولية، المنظمة الدولية للمعايير، الاتحاد الدولي للاتصالات، حركة عدم الانحياز، أوابك، منظمة الدول الأمريكية (مراقب)، منظمة المؤتمر الإسلامي، منظمة حظر الأسلحة الكيميائية، أوبك، أوابك، الأمم المتحدة، الأونكتاد، اليونسكو، اليونيدو، الاتحاد البريدي العالمي، منظمة الجمارك العالمية، اتحاد النقابات العالمي، منظمة الصحة العالمية، الويبو، المنظمة العالمية للأرصاد الجوية، منظمة التجارة العالمية (مقدم الطلب).

## روابط خارجية
- وزارة الشؤون الخارجية
- أعدائنا السعوديين. علاقات الولايات المتحدة مع المملكة العربية السعودية بقلم فيكتور ديفيس هانسون، نُشر في الأصل في Commentary، يونيو 2002.
- المملكة العربية السعودية: صبي عمره 14 عاماً يواجه الإعدام من هيومن رايتس ووتش 27 أكتوبر / تشرين الأول 2005.
- سفارة المملكة العربية السعودية في واشنطن نسخة محفوظة 9 ديسمبر 2019 على موقع واي باك مشين.
- سفارة الولايات المتحدة في الرياض
- المحاذاة السعودية الأمريكية بعد حرب الأيام الستة
- صفقة سعودية إسرائيلية (عمود رأي بقلم توماس ل. فريدمان)